# Elaterophanes
Elaterophanes is een geslacht van kevers uit de familie  
kniptorren (Elateridae).
Het geslacht is voor het eerst wetenschappelijk beschreven in 1906 door Handlirsch.

## Soorten
Het geslacht omvat de volgende soorten:
- Elaterophanes regius Whalley, 1985
- Elaterophanes socius (Giebel, 1856)